# Ludolf von Bismarck (Landrat)

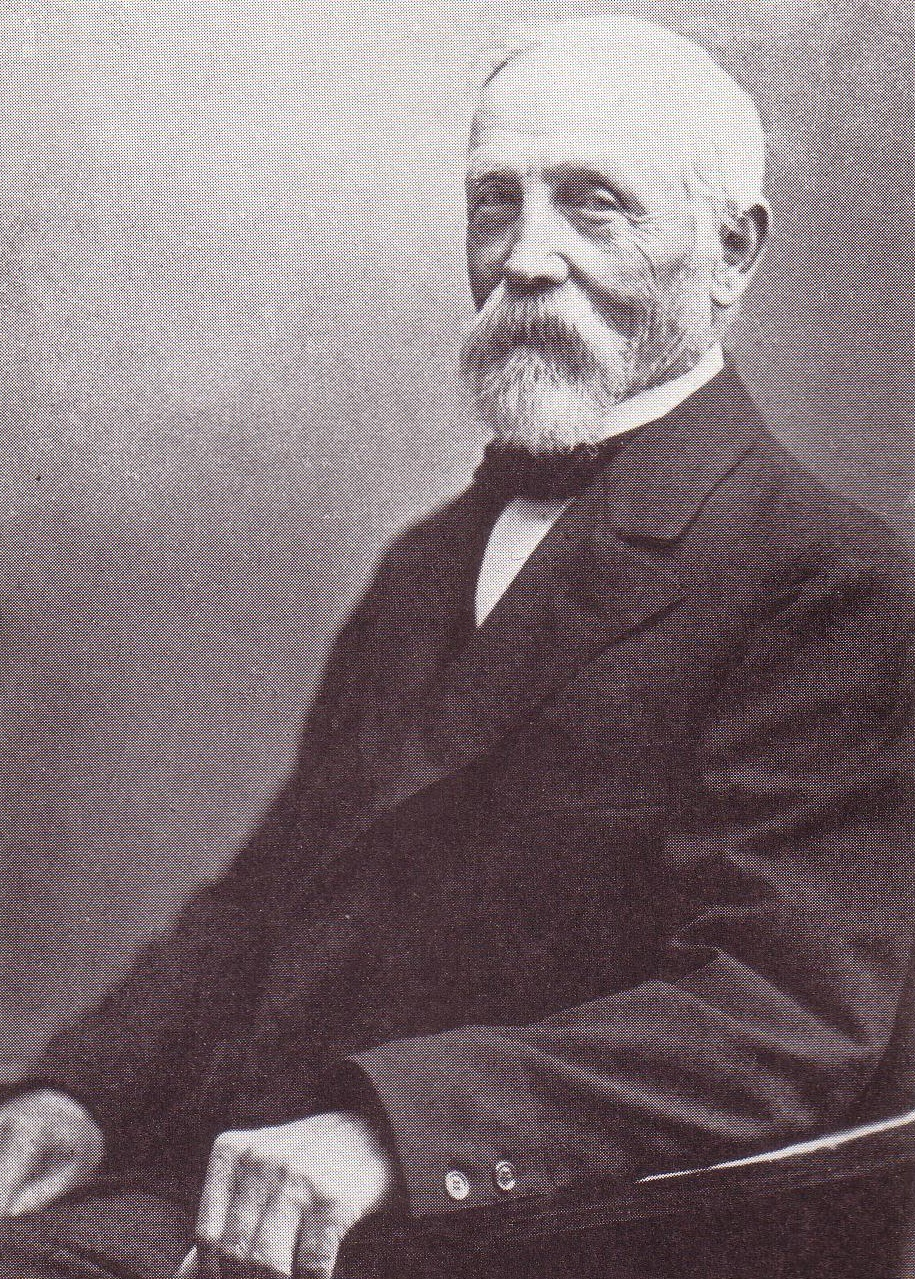
Ludolf von Bismarck

Ludolf August von Bismarck (* 2. Oktober 1834 in Magdeburg; † 17. Dezember 1924 in Briest) war ein deutscher Politiker und Landeshauptmann des Kreises Stendal.

## Leben
Er stammte aus dem altmärkischen Adelsgeschlecht Bismarck und war ein Sohn aus der ersten Ehe von Wilhelm von Bismarck mit Wilhelmine Gräfin von der Schulenburg. Ludolf studierte Rechtswissenschaft an der Universität Greifswald und der Georg-August-Universität Göttingen. 1857 wurde er Mitglied des Corps Pomerania Greifswald (1857) und des Corps Saxonia Göttingen. Nach dem Tode seines Vaters bewirtschaftete er ab 1877 das Gut Briest bei Tangerhütte. Zu seinem Besitz gehörte auch das Gut Welle bei Stendal.
Ludolf von Bismarck war mit Elisabeth Woldeck von Arneburg (1842–1882) verheiratet. Beide waren die Eltern des Politikers Wilhelm (1867–1935) und des preußischen Offiziers Bernhard Ludolf von Bismarck (1876–1935). 
Von 1864 bis 1898 war Bismarck Landrat des Kreises Stendal, wobei er sich für eine Verbesserung der Infrastruktur einsetzte. Er war Mitglied und Vorsitzender des Kommunallandtages der Altmark und Landeshauptmann der Altmark. Daneben war er Mitglied im Provinziallandtag der Provinz Sachsen. Bismarck war von 1886 an bis zu seinem Tode Vorsitzender des Altmärkischen Museumsvereins und hatte große Anteile an der 1888 erfolgten Gründung des Altmärkischen Museums in Stendal, dem er auch Stücke aus seiner privaten Sammlung zukommen ließ.

## Magdeburgische Land-Feuersozietät
Ab 1864 war Bismarck Kreis-Feuersozietäts-Direktor der Magdeburgischen Land-Feuersozietät für den Kreis Stendal, später auch Deputierter und stellvertretender Generaldirektor. Er übernahm immer wieder vertretungsweise die Führung der Feuersozietät und schuf die finanziellen Grundlagen für den Bau eines Verwaltungsgebäudes. Um ihn für sein fünfzigjähriges Wirken zu ehren, überreichte der Generaldirektor der Feuersozietät, Hans von Krosigk, Ludolf von Bismarck am 18. April 1914 eine prachtvolle „Ehrenadresse“ (Urkunde); überdies wurde sein Bildnis zur bleibenden Erinnerung im Sitzungssaal der Feuersozietät aufgehängt.